# 进化算法
進化演算法（英語：Evolutionary algorithm）是人工智慧中進化計算的子集。進化演算法啟發自生物的演化機制，模擬繁殖、突變、遺傳重組、自然選擇等演化過程，對最佳化問題的候選解做演化計算的演算法。

## 類型
- 遺傳演算法
- 差分进化算法
- 遺傳編程
- 粒子群最佳化